# Rivka Oxman
Rivka Oxman   (6 d'abril de 1948 - 16 de març de 2025) va ser una arquitecta i investigadora israeliana. Professora de l'Institut Tecnològic d'Israel - Technion a Haifa, el seu camp de recerca va estar relacionat amb el disseny i la computació, inclosos l'arquitectura i els mètodes digitals, i l'exploració de la seva contribució a l'aparició de nous paradigmes de disseny i pràctica arquitectònics.

## Biografia
Oxman va anar a l'Escola Reali Hebrea (Hebrew Reali School) de Haifa fins a l'any 1966. Es va graduar en l'Institut de Tecnologia Technion - Israel, on després es va convertir en professora de la Facultat d'Arquitectura i Urbanisme. Ha estat professora visitant a la Universitat Stanford i de la Universitat Tècnica de Delft i ha realitzat estades en el MIT i a Berkeley. Ha treballat a la Universitat de Sídney i a la Universitat de Kaiserslautern. L'any 1975 es va casar amb el seu company, l'arquitecte Robert Oxman, i tenen dues filles, Neri i Keren.
L'any 2006 es va convertir en consellera de DRS, Design Research Society, una societat de recerca sobre el disseny. És editora associada de la revista Design Studies, i membre del consell editorial d'altres revistes sobre teoria del disseny i disseny digital. L'any 2010, ella i la seva parella coeditaren un número especial de la revista Architectural Design amb el títol de «New structuralism» i aquesta llegenda: «la convergència del nou disseny, l'enginyeria i la tecnologia arquitectònica cap a una nova manera de sintetitzar materials i crear espais». L'any 2014 van editar el llibre Teories del digital en arquitectura, una descripció general del camp amb capítols de dotzenes de col·laboradors.

## Publicacions
- Oxman Rivka (1990). "Design Shells: A Formalism for Prototype Refinement in Knowledge-Based Design Systems". Artificial Intelligence in Engineering Vol. 5, No. 9
- Oxman Rivka (1990). "Prior Knowledge in Design, A Dynamic Knowledge-Based Model of Design and Creativity" Design Studies, Butterworth-Heinemann. Vol.11, No.1
- Oxman Rivka (1994). "Precedents in Design: a Computational Model for the Organization of Precedent Knowledge", Design Studies, Vol. 15 No. 2
- Oxman Rivka (1997). "Design by Re-Representation: A Model of Visual Reasoning in Design" in Akin O. (ed.) a special issue on Prescriptive and Descriptive Models of Design, Design Studies, Vol. 18, No. 4
- Oxman Rivka (1999) "Educating the Designerly Thinker” in W.M. McCracken, C.M. Eastman and W. Newsletter (eds.) special issue on Cognition in Design Education, Design Studies Vol. 20, No.2
- Oxman Rivka (2001). “The Mind in Design - A Conceptual Framework for Cognition in Design Education” in C. Eastman, W.M. McCracken and W. Newsletter (Eds.) Knowing and Learning to Design: Cognition in Design Education, Elsevier, Oxford
- Bar-On D.* and Oxman R. (2002) “Context Over content: ICPD, A Conceptual Schema for the Building Technology Domain” Automation in Construction, Vol 11, No.4
- Oxman Rivka (2002). “The Thinking Eye: Visual Re-Cognition in Design Emergence”. Design Studies, Vol. 23 No. 2 
This paper received the Annual Design Studies Best Paper Award, granted by the Design Research Society and Elsevier Science.
- Oxman Rivka (2003) “Think-Maps: Teaching Design Thinking in Design Education”. Design Studies, Vol. 25 No. 1
- Oxman Rivka, Palmon O.* Shahar M. and Weiss P. T. (2004). "Beyond the Reality Syndrome: Designing Presence in Virtual Environments" in Architecture in the Network Society, ECAADE 2004, European Computer Aided Architectural Design in Education, ISBN 0-9541183-2-4 0-9541183-2-40-9541183-2-4 Copenhagen, Denmark
- Oxman Rivka (2006) “Theory and Design in the First Digital Age” Design Studies, Vol. 27 No. 3
- Sass L. and Oxman Rivka (2006) “Materializing Design” Design Studies, Vol. 27 No. 3
- Oxman Rivka (2007) "Digital Architecture: Re-thinking Theory, Knowledge, Models and Medium - Challenge to Digital Design and Design Pedagogy"
- Oxman Rivka (2008) “Performance based Design: Current Practices and Research Issues” IJAC International Journal of Architectural Computing Vol. 6 Issue 1
- Oxman Rivka (2010) “Morphogenesis in the theory and methodology of digital tectonics“ in a special issue on Morphogenesis, IASS: Journal of the International Association for Shell and Spatial Structures, 51(3)
- Oxman Rivka and Oxman Robert (2010) Guest Editors, “The New Structuralism: Design, Engineering and Architectural Technologies”, a special issue of Architectural Design. Wiley Publications, July 2010, ISBN 978-0-470-74227-3 978-0-470-74227-3978-0-470-74227-3

### Llibres
- Theories of the Digital in Architecture (2014) - Rivka Oxman and Robert Oxman, Editors, ISBN 978-0415469241 978-0415469241978-0415469241